# فهرست رئیس‌های دانشگاه‌های وزارت بهداشت
فهرست رئیس‌های دانشگاه‌های وزارت بهداشت

## فهرست

### دانشگاه علوم پزشکی اصفهان
- طاهره چنگیز (۱۳۹۶ تاکنون)[۱]
- غلامرضا اصغری
- شاهین شیرانی
- عباس رضایی
- حمیدرضا جمشیدی
- ابراهیم اسفندیاری
- محمداسماعیل اکبری

### دانشگاه علوم پزشکی تبریز
- تاریخچه

اولین رئیس دانشگاه در زمان تأسیس اولیه جهانشاه جهانشاهلو بود که درس جامعه ¬شناسی تدریس می‌نمود. پس از افتتاح مجدد دانشگاه در سال ۱۳۲۶ ریاست دانشگاه را خان بابابیانی به عهده داشت.
رؤسای این دانشگاه به ترتیب، عبارتند از:
1. جهانشاه جهانشاهلو
2. خان بابابیانی
3. منوچهر اقبال
4. سجادی (استاندار وقت آذربایجا نشرقی «سرپرستی»)
5. محسن هشترودی
6. عزالممالک اردلان (استاندار وقت آذربایجان شرقی «سرپرست»)
7. محمد شفیع امین
8. عباسقلی گلشائیان (بمدت کوتاهی استاندار وقت آذربایجان شرقی «سرپرست»)
9. غلامعلی بازرگان
10. هوشنگ منتصری
11. منوچهر تسلیمی
12. علی‌اکبر حسنعلی‌زاده
13. حبیب زاهدی
14. محمدعلی صفاری
15. محمدعلی فقیه
16. منوچهر مرتضوی
17. قباد فتحی
18. ابوالفتح ثقه‌الاسلامی
19. باروقی
20. حسین صادقی شجاع

بعد از تفکیک دانشگاه علوم پزشکی از دانشگاه تبریز
1. سیدکاظم مدائن
2. حسین صادقی شجاع
3. مسعود پزشکیان{رییس جمهور وقت}
4. محمد نوری
5. احمدرضا جودتی
6. احمدعلی خلیلی
7. علیرضایعقوبی
8. جواد آقازاده
9. محمدحسین صومی

### دانشگاه علوم پزشکی تهران
1. حسن عارفی
2. محمدرضا ظفرقندی{وزیر بهداشت}
3. باقر لاریجانی
4. محمدحسن باستان حق
5. نصرالله مقتدر مژدهی

### دانشگاه علوم پزشکی شیراز
1. محمدهادی ایمانیه
2. علی بهادر
3. مهرزاد لطفی

### دانشگاه علوم پزشکی مشهد
- فهرست

### دانشگاه علوم پزشکی شهید بهشتی
1. حسن ابوالقاسمی
2. حبیب‌الله پیروی
3. علی‌اصغر پیوندی
4. علیرضا زالی
5. سید محمود طباطبایی‌فر
6. فریدون عزیزی
7. محمد آقاجانی
8. محمدرضا رزاقی
9. شاهین محمدصادقی

### دانشگاه علوم پزشکی همدان
دکتر محمدمهدی مجذوبی از سال 1400 و دکتر بهروز کارخانه ای از سال 1403روسای این دانشگاه بودند.

### دانشکده علوم پزشکی اسدآباد
۱. دکتر محمد محبوبی
۲. دکتر یوسفی
۳. دکتر بهنام رضا مخصوصی
۴. دکتر ایرج صالحی
۵. دکتر الهه عزتی
۶. دکتر عاطفه سمائی نوروزی